# Nematocampa vestitaria
Nematocampa vestitaria är en fjärilsart som beskrevs av Herrich 1858. Nematocampa vestitaria ingår i släktet Nematocampa och familjen mätare. Inga underarter finns listade i Catalogue of Life.